# André Wilmart
Padre André Wilmart, O.S.B. (Orléans, 28 gennaio 1876 – Parigi, 21 aprile 1941) è stato un presbitero, medievista, patrologo e liturgista francese, monaco benedettino.
Trascorse la maggior parte della sua vita nell'Abbazia di San Michele a Farnborough. Fu uno dei maggiori esperti di spiritualità medievale nel periodo a cavallo tra le due guerre mondiali.

## Biografia
Wilmart studiò all'Università di Parigi e al seminario di Saint-Sulpice a Issy. Dopo aver soggiornato per vari mesi presso l'Abbazia di Solesmes, decise di farsi monaco, emettendo la professione dei voti nel 1901. Poco dopo essere entrato a Solesmes, i monaci partirono per l'Inghilterra a causa del conflitto in corso tra la Chiesa Cattolica e il governo della Terza Repubblica. Wilmart fu ordinato sacerdote nel 1906. Poco più tardi fu inviato a Farnborough, che divenne la sua dimora per il resto della sua vita. Fu amico e influenzato da intellettuali cattolici come Charles Péguy e il barone von Hügel.
L'opera più significativa di Wilmart è Auteurs spirituels et textes dévots du moyen âge latin (edito da Bloud et Gay a Parigi nel 1932; ristampato da Brepols nel 1971), che rimane un importante manuale sull'argomento. Il volume fu alla base del recupero delle opere di Giovanni di Fécamp.
Negli anni '30 Wilmart si dedicò principalmente alla catalogazione dei manoscritti della Collezione Reginensis della Biblioteca Vaticana, relativi alla regina Cristina di Svezia.
Nel 1928 fu eletto membro corrispondente della Medieval Academy of America. Autore di oltre 375 libri e articoli, nel 1953 fu pubblicata una sua bibliografia completa.